# Jens Rosteck

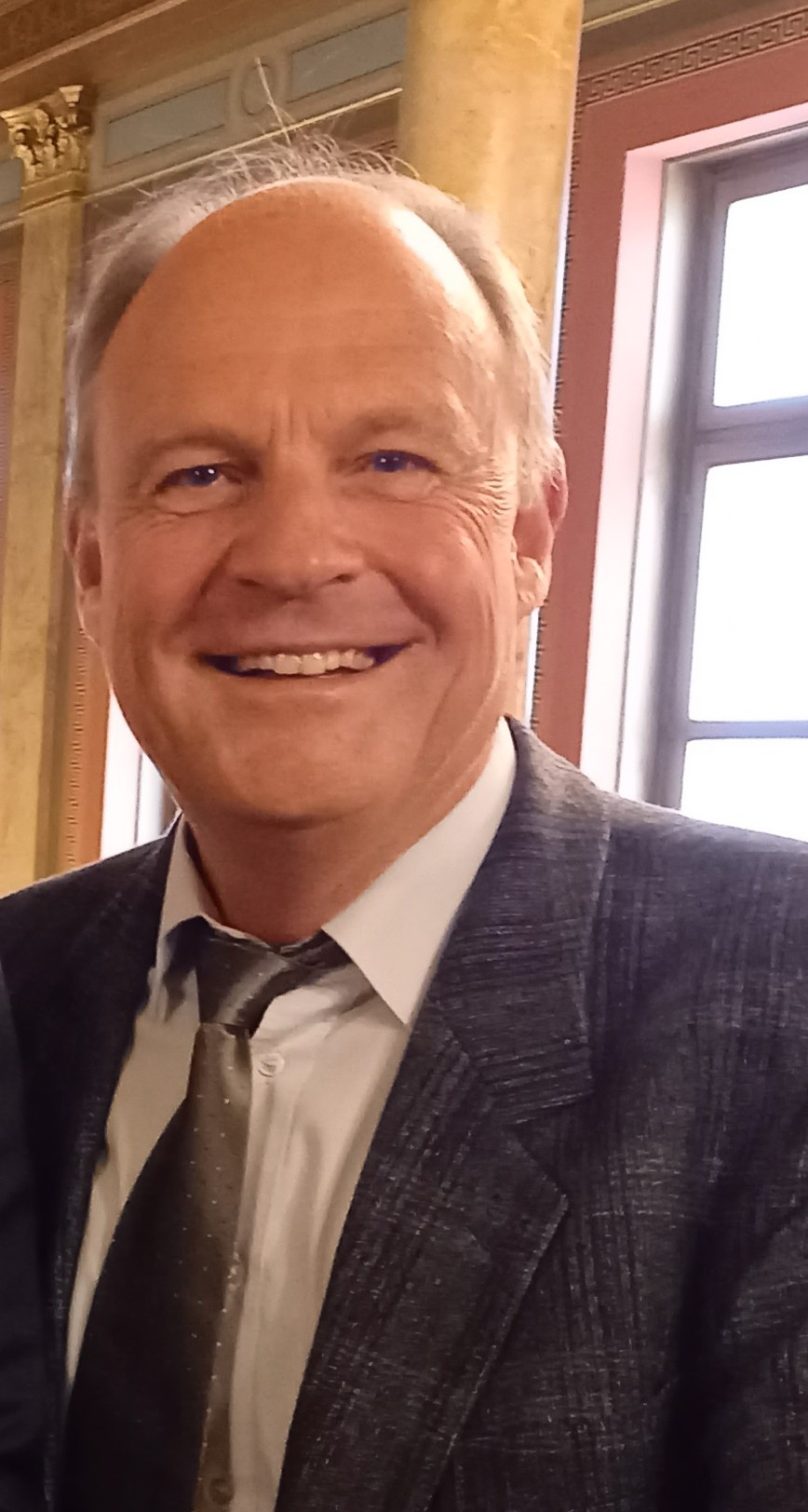
Jens Rosteck (2024)

Jens Rosteck (* 18. Dezember 1962 in Hameln) ist ein deutscher Schriftsteller, Musikwissenschaftler, Herausgeber und Pianist. Er lebt und arbeitet in Südwestdeutschland und Frankreich.

## Leben und Werk
Jens Rosteck wuchs in Niedersachsen und auf Ibiza auf. Nach dem Abitur am Albert-Einstein-Gymnasium Hameln (1982) studierte er bis 1989 an der Freien Universität Berlin, an der Technischen Universität Berlin sowie in Paris Musikwissenschaft, Germanistik und Komparatistik. Früh spezialisierte er sich als Forscher auf die jüngere französische Musik- und Literaturgeschichte sowie die interdisziplinäre Moderne. Zwischen 1987 und 1990 trat er in Berlin auch als Kabarettist in Erscheinung. 1990 übersiedelte er nach Paris. Seine Promotion erfolgte 1993 an der Freien Universität Berlin mit einer Studie zu Darius Milhauds Opern Christophe Colomb und L’Orestie d’Eschyle.
Als Postdoktorandenstipendiat des Deutschen Akademischen Austauschdienstes und der Maison des Sciences de l’Homme setzte er seine fächerübergreifenden Studien, unter anderem zum experimentellen Musiktheater der Groupe des Six, fort und intensivierte seine Milhaud-Recherchen. Außerdem unterrichtete er an der Universität Osnabrück, der RWTH Aachen und an der Pariser Sorbonne. In der zweiten Hälfte der 1990er Jahre zählte er zu den Mitbegründern des deutsch-französischen interdisziplinären Konservatoriums Entr’Arts in Paris und nahm seine Tätigkeit als Kabarettist dort wieder auf.
Seit 1998 wirkt Rosteck als freier Kulturgeschichtler und Musikforscher, mit zahlreichen Veröffentlichungen und Vorträgen zweisprachig in Deutschland und Frankreich. Von 2002 bis 2015 verlagerte er seinen Arbeits- und Forschungsschwerpunkt nach Nizza. Zwischen 2004 und 2007 verfasste er dort unter anderem Beiträge für Orchesterzeitschriften und Programmhefte, zum Beispiel für das Orchestre Philharmonique de Nice. 2007 folgte er einer Einladung als Gaststipendiat für Literatur in die Künstlerresidenz Villa Aurora Berlin mit Sitz in Pacific Palisades/Kalifornien. 2009 war er Stipendiat der Paul-Sacher-Stiftung in Basel.
2021 wurde er ins deutsche PEN-Zentrum gewählt, 2022 war er Mitgründer des PEN Berlin.

### Musikalisches Wirken
Gemeinsam mit seiner Duo-Partnerin Diana Bickley konzertiert Rosteck seit 1991 in verschiedenen Ländern mit einem Programm für Klavier zu vier Händen und einem französisch-deutschen Repertoire. Seine eigenen Solokompositionen und -improvisationen für Klavier hat er unter dem Titel Fifteen Quiet Poems auf CD eingespielt (2010/11). Seit 2021 musiziert er bei Auftritten regelmäßig mit der Flötistin und Kunstgeschichtlerin Susanne Ramm-Weber. Außerdem fungiert er als Herausgeber mehrerer Urtext-Ausgaben von Klavierwerken Erik Saties und hat sich mit der Theorie der Polytonalität sowie mit dem Gesamtwerk von Federico Mompou auseinandergesetzt.

### Publikationen
Als Buchautor konzentriert er sich vornehmlich auf literarische Biographien, Epochen-Panoramen, Städte-, Insel- und Küsten-Porträts. Sein Schaffensgebiet ist die französische, europäische und US-amerikanische Kultur-, Musik- und Literaturgeschichte des 19.–21. Jahrhunderts, insbesondere Zwischenkriegszeit und Moderne. Seine Bücher präsentiert er öffentlich in szenisch-musikalischen Lesungen. 2021 kam sein Roman Den Kopf hinhalten, 2022 der Lyrikband Wir sind so frei heraus.
Es liegen 250 Publikationen vor, darunter Essays, Studien, Lexikonbeiträge, Aufsätze für Festschriften, Anthologien und Sammelbände sowie journalistische und wissenschaftliche Artikeln, zum Beispiel für das International Journal of Musicology, Die Musikforschung, Die Musik in Geschichte und Gegenwart, Newsletter of the International Feuchtwanger Society, Journal of The Royal Musical Association, Cahiers d'histoire des littératures romanes, Studien zur Musikwissenschaft, Musica, Neue Zeitschrift für Musik, Neue Gesellschaft/Frankfurter Hefte, Sinn und Form und mare.

### Lesungen und Vorträge
Rosteck erhielt Einladungen für Lesungen und Vorträge, unter anderem an die Université de Montréal, die Universiteit van Amsterdam, die Université de Haute-Alsace Mulhouse, die Universität Zürich, die Freie Universität Berlin, die Folkwang Universität der Künste Essen, die Universität Heidelberg, die Berliner Akademie der Künste, die Preußische Akademie der Wissenschaften, die Staatsopern in Hannover und Stuttgart, die Internationale Bachakademie Stuttgart, das Bohuslav-Martinů-Institut Prag, die Frankfurter Kunsthalle Schirn, die Kunstsammlungen Chemnitz, das Museum Wiesbaden, die Villa Vigoni, die Villa Aurora, die Friedrich-Ebert-Stiftung (Magdeburg) und zu den Musikfestspielen Saar.

## Privates
Jens Rosteck ist verheiratet. Seine Eltern waren Liane und Hermann Rosteck, Initiatoren der Hochheimer Kunstsammlung. Seine Schwester ist die Fotokünstlerin Corinna Rosteck.

## Publikationen (Auswahl)

### Bücher
- Darius Milhauds Claudel-Opern „Christophe Colomb“ und „L’Orestie d’Eschyle“. Studien zu Entstehung, Ästhetik, Struktur und Rezeption. Thurnauer Schriften zum Musiktheater, Band 15. Laaber, Laaber 1995, ISBN 978-3-89007-312-5.
- Un groupe d’amis – „Parade“ au Tertre. Rasch, Osnabrück 1998, ISBN 978-3-932147-73-9.
- Zwei auf einer Insel – Lotte Lenya und Kurt Weill. Propyläen, Berlin 1999, ISBN 978-3-549-05385-0.
- Zwei auf einer Insel – Lotte Lenya und Kurt Weill. Suhrkamp, Frankfurt am Main 2005, ISBN 978-3-518-45631-6.
- Die Sphinx verstummt – Oscar Wilde in Paris. Propyläen, Berlin 2000, ISBN 978-3-549-07129-8.
- Leben ohne anzuhalten – Jane und Paul Bowles. Eine Doppelbiographie. Goldmann, München 2005, ISBN 978-3-442-31079-1.
- Bob Dylan – Leben, Werk, Wirkung. Suhrkamp BasisBiographie 18. Suhrkamp, Frankfurt am Main 2006; Neuauflage 2016, ISBN 978-3-518-18218-5. Als Hörbuch (Audiobook) bei Hoffmann und Campe, Hamburg 2007, ISBN 978-3-455-30503-6.
- Gebrauchsanweisung für Nizza und die Côte d’Azur. Piper, München 2007, 2. Neuauflage 2013, ISBN 978-3-492-27554-5.
- Hans Werner Henze – Rosen und Revolutionen. Die Biographie. Propyläen, Berlin 2009, ISBN 978-3-549-07350-6.
- Schauplatz Musik – Paris. Die Stadt und ihre Musik. Bückle & Böhm, Regensburg 2012, ISBN 978-3-941530-00-3.
- Édith Piaf – Hymne an das Leben. Propyläen, Berlin 2013. Neuauflage 2013, ISBN 978-3-549-07419-0.
- Édith Piaf – Hymne an das Leben. List, Berlin 2015, ISBN 978-3-548-61207-2.
- Mein Ibiza – Eine Lebensreise. mare, Hamburg 2013, ISBN 978-3-86648-175-6.
- Brel – Der Mann, der eine Insel war. mare, Hamburg 2016, Neuauflage 2016. ISBN 978-3-86648-239-5.
- Joan Baez – Porträt einer Unbeugsamen. Osburg, Hamburg 2017, 3. Neuauflage 2021. ISBN 978-3-95510-142-8.
- Marguerite Duras – Die Schwester der Meere. mare, Hamburg 2018, ISBN 978-3-86648-285-2.
- Die Verwegene. Jeanne Moreau – Die Biographie. Aufbau, Berlin 2019, ISBN 978-3-351-03789-5.
- Big Sur – Geschichten einer unbezähmbaren Küste. mare, Hamburg 2020, Neuauflage 2024. ISBN 978-3-86648-625-6.
- Den Kopf hinhalten. Roman. CW Niemeyer, Hameln 2021, ISBN 978-3-8271-9387-2.

### Editionen
- Erik Satie: Ogives. Gymnopédies. Urtext-Ausgabe. Bärenreiter, Kassel 2012. Neuauflagen 2016, 2017 & 2021. ISMN 979-0-006-54117-1
- Erik Satie: Gnossiennes. Urtext-Ausgabe. Bärenreiter, Kassel 2013. Neuauflagen 2017 & 2021. ISMN 979-0-006-52933-9
- Erik Satie: 3 Morceaux en forme de Poire. Urtext-Ausgabe. Bärenreiter, Kassel 2014. ISMN 979-0-006-54118-8
- Erik Satie: Embryons desséchés. Urtext-Ausgabe. Bärenreiter, Kassel 2015. ISMN 979-0-006-52106-7
- Erik Satie: Avant-dernières pensées. Urtext-Ausgabe. Bärenreiter, Kassel 2015. ISMN 979-0-006-55798-1
- Erik Satie: Ausgewählte Klavierstücke. [Zusammenstellung aus den früheren Bänden.] Urtext-Ausgabe. Bärenreiter, Kassel 2023. Neuauflage 2023. ISMN 979-0-006-55734-7

### Übersetzung aus dem Französischen
- Marcel Ophüls: Meines Vaters Sohn. Erinnerungen. (Mémoires d'un fils à papa.) Propyläen, Berlin 2015. ISBN 978-3-549-07458-9